# عمارات دیوانی رشت
۳۷°۱۶′۴۶″شمالی ۴۹°۳۵′۰۵″شرقی / ۳۷٫۲۷۹۴۵°شمالی ۴۹٫۵۸۴۶۶°شرقی
عمارت دیوانی یا عمارت دولتی هدایت خانی یا همان مجموعه دارالحکومهٔ رشت که ابتدا توسط امیر هدایت الله خان فومنی بنا گردید و پس از آن در دوره محمدقاسم خان والی (۱۲۷۸–۱۲۸۵ ه‍.ق) و محمود قراگوزلو ملقب به ناصرالملک (۱۲۷۸ و ۱۲۹۲–۱۲۹۴ ه‍.ق)، مورد مرمت و بازسازی قرار گرفت. به نوشتهٔ میرزا محمد حسین حسینی فراهانی این مجموعه دارای فضای اندرونی، بیرونی، خلوت و طویله بوده و ساختمان‌های آن دارای غالباً دو طبقه بوده‌ اند. علاوه براین ه.ال.رابینو نیز دربارهٔ مجموعه ساختمان‌های درب دیوانی چانین می‌نویسد: «عمارت خان چه از نظر زیبایی نمای خارجی و چه قشنگی داخلی از سایر خانه‌ها متمایز است. این خانه مرکب از چند کلاه فرنگی بزرگ است که به شکل چهارضلعی قرار گرفته و به وسیلهٔ راهروهای زیبایی به هم مربوط است. در وسط این ساختمان باشکوه باغ بزرگی که در حوض آن فواره‌هایی قرار دارد دیده می‌شود.»
از این مجموعه، برای نخستین بار، نمایشگاهی تحت عنوان دارالحکومه شهر رشت در دی ماه سال ۱۳۹۸ هم‌زمان با روز رشت به سرپرستی مصطفی بلورچی برگزار گردید که با استقبال مخاطبان مواجه شد.

## درب دولتی
بنای درب دیوانخانه، ساختمانی ست رو به میدان درب دیوانی رشت که ورود به مجموعه‌ی عمارات درب دیوانی از طریق آن ممکن بود. از این بنا دو تصویر برجاست که یکی متعلق به دوره‌ی ناصرالدین شاه قاجار بوده و دومی تصویری‌ است از حاکم رشت و عده‌ای از رجال و مقامات محلی و دستۀ موزیک ارتش در دورۀ محمدعلی‌شاه. در هر دو تصویر، ساختمانی دو طبقه با سقفی شیبدار و پوشش سفالین نمایان است. با این وجود تصویر بجا مانده از عمارت در دوره‌ی ناصرالدین شاه به مراتب ساده‌تر از بنای دوره‌ی محمدعلی شاه می‌باشد. بنابراین به نظر می‌رسد بالکن متصل به بنا و تزیینات گچ‌بری آن در دوره‌های بعد به آن اضافه گردیده است. سبک تزیینات اضافه شده به بنا در این دوره، ترکیبی از تزیینات کلاسیک غربی و  سنتی ایرانی است.

## ساختمان اصلی(بیرونی)
این ساختمان از بخش‌های اصلی مجموعه‌ی عمارات درب دیوانی بود که مکان سکونت حاکم و در زمان مسافرت شاه و سایر بزرگان به رشت محل اتراق آنان بود. بنجامین درباره‌‌ی این بنا و ارتباط آن با سایر ساختمان‌های این مجموعه چنین می‌نویسد:«این ساختمان مشتمل بر سه حیاط و باغ می‌شد که دو قسمت بیرونی و اندرونی را از هم جدا می‌کردند. قسمت عمدۀ ساختمان اختصاص به بیرونی داشت که ما هم در همانجا بودیم.» علاوه براین دربابِ محل اقامت خود در رشت توصیفاتی ارایه کرده که با توجه به مجاورت محل اقامت با ساختمان بقعه‌ی سید ابوجعفر و بنای تکیه‌ی دولت به نظر می‌رسد که شرح فضایی از عمارت درب دیوانی باشد. بنجامین می نویسد:«قسمتی که ما در آن به سر می‌بردیم، در طبقۀ اول شامل یک تالار بزرگ پذیرایی بود که در شاه‌نشین آن چند مبل راحتی بزرگ گذاشته بودند و در همین قسمت سه پنجرۀ بزرگ (ارسی) وجود داشت که به طرف باغ باز می شد. این ارسی‌ها که بالا و پایین می‌رفت، از چوب منبت‌کاری شده و دارای شیشه‌های رنگی کوچک بود. نمای خارجی ساختمان با چوب‌های منبت‌کاری شده وگچ‌بری‌های ظریف و زیبا و به سبک شمال ایران تزئین گردیده بود. در کف تالار بزرگ پذیرایی قالی‌ها و قالیچه‌های بسیار زیبایی که شاهکار هنر ایران به شمار می‌رفتند، انداخته بودند و سقف تالار با تیرهای چوبی مخصوص پوشیده شده و مابین این تیرهای چوبی پارچه‌های آبی‌رنگ و وسط آنها ستاره‌های طلایی کوبیده بودند. در صدر تالار و مابین دو تا از ارسی‌ها تابلویی تمام‌قد از ناصرالدین‌شاه به دیوار زده بودند که یکی از هنرمندان ایرانی به نام «مسعود» آن را کشیده بود. اتاق بزرگ غذاخوری نیز پنجره‌هایی به طرف باغ میان اندرون و بیرونی داشت که در وسط این اتاق میز بزرگ غذاخوری قرار داشت که همیشه با انواع گل‌های مختلف تزئین می‌شد. صندلی‌های اروپایی پشت این میز گذاشته بودند و من مشاهده می‌کردم که طبقات بالای ایرانی‌ها آداب و رسوم قدیمی خود را که غذا را سر سفره و روی زمین و با دست‌های خود بخورند، به تدریج فراموش کرده و یا آنکه حداقل در حضور خارجی‌ها غذا را پشت میز و با قاشق و چنگال می‌خوردند. خیابان کوچکی که در باغ به ساختمان ما منتهی می‌شد، شب‌ها به وسیلۀ مشعل‌هایی که در زمین نصب شده بود کاملاً روشن و پرنور می‌گشت. اتاق‌های خواب ما تقریباً تمام طبقۀ دوم ساختمان را اشغال کرده بود. والی گیلان در حقیقت این ساختمان را فقط برای اقامت ما تخصیص داده و خودش از آن استفاده‌ای نمی‌کرد. پله‌های سنگی زیبایی طبقۀ اول را به طبقۀ دوم متصل می‌کرد و در پایین این پله‌ها دائماً یک مراقب مسلح ایستاده بود. اتاق‌های خواب به رنگ سفید نقاشی شده و اثاث آن ساده بود. تشک‌های خواب را روی کف اتاق پهن کرده بودند و از تختخواب و میز و صندلی اثری در اتاق‌ها دیده نمی‌شد. ولی این سادگی اتاق‌های خواب را به هیچ وجه نباید به پای صرفه‌جویی طبقات اعیان و بیزاری آنها از تشریفات گذاشت، بلکه علت اصلی عادت آنهاست که روی زمین بخوابند و از تختخواب استفاده نکنند، وگرنه هرگز آنها از تجمل خودداری نمی‌کنند. در کف اتاق‌ها قالی‌ها و قالیچه‌های بافت ایران که شاهکاری از هنر به شمار می‌روند، چشم بیننده را خیره می‌کند و در روی همین فرش‌ها است که رختخواب‌ها را گسترده‌اند. در گوشه و کنار اتاق پارچه‌ها و پرده‌ها و بقچه‌های مخمل و زربفت و حریر که روی آنها کارهای دستی شده است مشاهده می‌گردد. همۀ این پارچه‌ها مصنوع دست هنرمندان است و اثر فکر و اندیشۀ شاعرانۀ آنها در قسمت‌های مختلف این پارچه مشاهده می‌گردد و مانند پارچه‌های ماشین‌بافت خشک و بی‌روح نیستند. پنجره‌های اتاق خواب بلند و دارای ارسی است که به طرف بالا و پایین کشیده می شود. وقتی انسان روی تشکچه‌ها و مخدعه‌های قالیچه‌ای می‌نشیند و راحتی آنها را احساس می‌کندبه کلی صندلی را از یاد می‌برد. چقدر لذت‌بخش بود وقتی که روی این تشکچه‌ها می‌نشستیم و تنباکوی معطر شیراز را با قلیان‌های مرصع می‌کشیدیم و از پنجره‌های اتاق، دامنه‌های شمالی البرز را از دوردست مشاهده می‌کردیم و نظری به سقف‌های سفالی و قرمزرنگ خانه‌های رشت می‌انداختیم. دیوارهای قطور و کلفت اتاق‌ها دارای طاقچه‌هایی بودند که از آنها به عنوان میز و قفسه برای گذاردن اشیاء ضروری استفاده می‌شد. فرم و شکل این طاقچه‌ها مخصوصاً با آن سقف‌های هلالی‌شکل سبک زیبای معماری خاص ایران را نشان می‌دادند». و در نهایت مظفرالدین شاه قاجار نیز فضای داخلی عمارت را دارای تالارهای تو در تو و زیبا و باغچه‌ی آن را پر از گل‌های خوب توصیف کرده است و می‌نویسد که طبقه زیرین مختص پذیرایی و طبقه بالا رو به خیابان و کوچه به خوابگاه اختصاص داشت.
در تصاویر بجا مانده از مجموعه بناهای درب دیوانی عکسی تحت عنوان «عمارت دیوانی رشت که اعلیحضرت شاهنشاه منزل داشتند» وجود دارد که به نظر می‌رسد دلالت بر ساختمانِ بخش بیرونی مجموعه‌ی عمارات درب دیوانی دارد. چنانکه در عکس مشاهده می‌شود این بنای آجرین؛ در دو طبقه و بر روی کرسی بنا شده است. سقف بنا از نوع شیبدار با پوشش سفالین بوده که در جای جای آن دودکش‌های اتاق‌ها نمایان است. پنجره‌های دو طبقه از نوع ارسی چوبی‌ست که با شیشه‌های رنگین تزیین شده است. طبقه‌ی اول و دوم در جداره‌ی رو به باغ دارای ایوانی است که ستون‌های چوبین سرتاسر آن مشاهده می‌شود و جانپناه آن از جنس چوب و با الگوبرداری از فرم جانپناه‌های این خطه و یقینا به دست استادکاران بومی ساخته شده است. سوی دیگر این بنا در تصویر دیگری با عنوان یکسان ثبت گردیده است. در مرکز این وجه از بنا سه پنجره‌ی ارسی قرار دارد که تا مجاورت سقف امتداد یافته و بخشی از قسمت فوقانی آن دارای تزیینات منبت‌کاری‌ است. دو پنجره‌ی بزرگ سه لنگه در طبقه‌ی دوم بنا و در دو طرف ارسی‌ها قرار دارند که در قسمت فوقانی دارای قوس تیزه‌دار می‌باشند. در قسمت تحتانی این پنجره‌ها و در طبقه‌اول؛ ورودی‌های بنا قرار دارند که با چند پله امکان ورود به محوطه‌ی باغ را فراهم می‌آورند. مشابه ارسی‌های مرکزی، در دو طرف پنجره‌های لنگه‌ای و نیز در طبقه‌ی زیرین تکرار شده است.

## عمارت خادمان حرم(اندرونی)
عمارت اندرونی بخش دوم از مجموعه بناهای درب دیوانی است که متناسب با نام آن به محارمِ حاکم اختصاص داشت. رابینو در توصیف عمارت حرم چنین نگاشته است:«عمارت حرم در قسمت عقب ساختمان(اندرون) واقع شده و باغ جداگانه‌ای دارد.» و نیز بنجامین از عدم اجازه‌ی ورود به ساختمان حرمسرا یاد کرده و می‌نویسد:«قسمت اندرون متعلق به زنان حرمسرای حاکم بود که کسی را به آن راه نمی‌دادند.
عمارت خادمان حرم در عکس ثبت شده توسط عکاس ناصرالدین شاه تحت عنوان «عمارت دیوانی رشت است که خادمان حرم منزل داشتند» نمایان است. چنانکه هویداست بنای حرم، ساختمانی دو طبقه با سقف سفالین بود که بر کرسی کوتاهی احداث گردید. در مرکز ساختمان ارسی هفت‌دری قرار دارد که در قسمت مشابه‌ی آن در طبقه‌ی اول پنج پنجره‌ی لنگه‌ای مشاهده می‌شود. در طرفین این پنجره‌ها دو ارسی در طبقه دوم قرار دارند و ورود به بنا از داخل باغ و از زیر این ارسی‌ها امکان‌پذیر است. در دو طرف ورودی‌ها دو ارسی سه دری در طبقه‌ی اول و دوم قرار دارد. 

## طویله
بخش دیگری از بنای عمارت دیوانی، طویله بوده است که میرزا محمد حسین حسینی فراهانی در یادداشت‌های خود آن را جزیی از عمارت دیوانی رشت به شمار آورده و در مجموعه تصاویر برجای مانده از بنا نیز، تصویری با عنوان «سردر تالار طویله که جدیدا تعمیر شده است» مشاهده گردید. با کاوش و انطباق تصاویر و نقشه‌ی سال ۱۲۸۷ ه.ق از شهر رشت، ساختمان طویله در جانب شرقی مجموعه بناهای درب دیوانی و با پلانی مستطیلی و دارای حیاط مرکزی شناسایی شد. در عکس بجا مانده از بنا، ساختمانِ دو طبقه با سقفی سفالین نمایان است که ورود به آن از طریق دالانی در مرکز جداره‌ی رو به میدان درب دیوانی امکان‌پذیر است. در طرفین این ورودی در طبقه‌ی دوم، از جانب مرکز به طرفین، به ترتیب، ایوان، ارسی دولنگه و ارسی سه لنگه قرار دارد. 

## آبدارخانه همایونی
آبدارخانه‌ی همایونی از جمله بناهایی است که در داخل مجموعه‌ی عمارات درب دیوانی وجود داشته است. در عکس به جا مانده از این ساختمان، بنایی دو طبقه با سقفی سفالین نمایان است. در قسمت مرکزی بنا تالاری وسیع مشاهده می‌شود که دو ستون با سرستون‌های پله‌ای(قاشقی) در وسط آن هویداست. در طرفین تالار دو پنجره‌ی سه‌دری ارسی از جنس چوب و با شیشه‌های رنگی قرار دارد. درباره‌ی این قسمت اطلاعاتی در منابع مکتوب یافت نشده و توصیفات بیان شده تنها با استناد به عکس نگارش شده است.

## سرانجام عمارت درب دیوانی
از اتفاقات شاخص که در این بنا روی داده است می‌توان به سخنرانی میرزا یوسف خان جنگل‌نویس در این عمارت در دوره‌ی مشروطه و نیز آتش‌سوزی دارالحکومه و تخلیه مخزن مهمات آن توسط مجاهدین اشاره کرد. به نظر می‌رسد این عمارت در قرن ۱۳ه.ق رو به ویرانی نهاد چنانکه بوهلر درباره‌ی آن چنین می‌نویسد:«در آن شهر عمارتی است دولتی که اکنون مخروبه و به عیچ وجه قابل تعمیر نیست و هرگاه بخواهند عمارت مذکور را طراحی کنند به طور یقین خرج آن بیشتر از نو ساختن آنجا خواهد شد و اکثر از مصالح آنجا را از قبیل مرمر و پنجره و غیره حاکم و مباشرین کنده‌اند و در عماراتی که برای خود ساخته به مصرف رسانیده‌اند مختصر آنکه در آن عمارت وسیع جای بسیار محقری حاکم به جهت نشیمن خود قرار داده است و در زمانی که فی‌الجمله باد وزیدن کند اگر کسی بخواهد حاکم را ملاقات کند و در نزد او برود نهایت واهمه و ترس را از این دارد که مبادا از سفال و آجر آن عمارت بر سر و مغز او بریزد و هلاک شود». از عمارت دیوانی تصاویری ضبط شده توسط عکاس ناصرالدین شاه برجای مانده که بخشی از فضای رو به میدان و فضای درونی عمارت را نشان می‌دهد.